# Luna (cantora ucraniana)
Krystýna Víktorivna Bárdash (em ucraniano:  Кристина Вікторівна Бардаш, nome de solteira: Gerasimova; mais conhecida sob o pseudônimo de Luna (data de nascimento. 28 de agosto de 1990, Dresden, alemanha oriental), é uma cantora e compositora ucraniana, além de modelo e o fotógrafa. Sua música é considerada pela crítica como uma combinação de arranjos eletrônicos com humor melancólico, assim como referências à cultura pop dos anos 1990.

## Biografia

### Primeiros anos
A aspirante a cantora nasceu em 28 de agosto de 1990 na cidade de Karl-Marx-Stadt distrito de Dresden, na Alemanha Oriental, em uma família de militares. Krystyna tem uma pequena irmã chamada Alina. Na infância, a cantora estudou vocal, solfejo e piano em uma escola de música, e na adolescência estudou jornalismo na universidade. 
Até o início da carreira sua carreira musical, Krystyna participou do clipe dos Quest Pistols, nas canções "Zabudem vse", "Ty Tak Krasiva", "Bit", e também atuou como diretora dos clips de Yulia Nelson, Inaia (ex. K. A. T. Y. A, IYA), Noggano e do grupo "Nervy".

### 2015 — 2016: "Mag-ni-ty", "Grustny Danse" e os primeiros sucessos
Em 20 de maio de 2016, Kiev, ela tocou seu disco de estreia, "Mag-ni-ty", que estreou no top 20 do iTunes da Ucrânia. Em 23 de maio saiu o álbum eletrônico do artista Shumno "Snowfall", onde Luna participou na gravação dos vocais na canção "Wake". Depois de ser realizada de outono turnê de "Zatmenie", na qual Lua se apresentou em Moscou, Yekaterinburg e Riga. 
Em 27 de outubro de 2016, Luna lançou o mini-álbum "Grustny Danse", que no primeiro dia alcançou o topo do ranking do iTunes naa Ucrânia, e o segundo no iTunes na Rússia.

### 2017-presente: "Ostrov Svobody" e "Zakoldovannye Sny"
Em 4 de abril de 2017, foi lançada a música e o clip de vídeo de "Puli, que se tornou o single principal do segundo álbum de estúdio da cantora. Em 18 de julho de 2017, foi lançado o segundo single "Ogoniok", simultaneamente com o single foi lançado o vídeo da música, que foi filmado em um sanatório em Kiev.
Em 27 de outubro do mesmo ano, o seu terceiro single, "Drug", foi lançado, cujo vídeo foi filmado em apenas um plano. Em seguida, foi revelado o disco do próximo álbum: "Ostrov Svobody". O álbum foi lançado em 17 de novembro de 2017, com um total de oito faixas. Posteriormente, Luna anunciou que "Ostrov Svobody" é parte a primeira parte de duas, e que o lançamento da segunda parte do álbum, que recebeu o nome de "Zakoldovannye Sny", está agendado para a primavera de 2018. Mais tarde, em sua conta no Instagram, Luna disse que o lançamento de "Zaloldovannye Sny" foi adiada para o outono de 2018.

## Estilo musical
Luna descreve sua música como "soul pop", com nostalgia das décadas 1990 e 2000. A cantora é fã da criatividade de Lana Del Rey, Eva Polna, Björk, Zemfira e do grupo "Kino".

## Vida pessoal
Em 2012, Luna casou-se com o produtor Yuri Bardash (produtor e vocalista da banda ucraniana de rap do grupo "Griby"). O casal tem um filho chamado George, que nasceu em 2012, quando eles viviam em Los Angeles. Em junho de 2018, Yuri Bardash em redes sociais, disse sobre o envolvimento de Christina com Alexander Voloschuki, um músico do grupo de Luna, no entanto, admitiu suas diversas traições. Pouco tempo depois, Krystyna Bardash anunciou o divórcio na sua conta do Instagram, escrevendo que "não tem rancor por Yuri, assim como sou grata a ele pela experiência, pela dor, pelo que ele se tornou, por todos os testes que me fizeram mais forte e me formaram como pessoa, e no fim das contas, por que conheci o amor da sua vida".
Luna não consome bebidas alcoólicas e tenta levar uma vida saudável. Afirma que pratica meditação duas horas por dia.

## Discografia

### Álbuns
| Título         | Detalhes |
| -------------- | --- |
| Mag-ni-ty      | - Lançado em: 20 de maio de 2016 - Gravadora: Kruzheva Music, Luna Prod. - Distribuição: a distribuição digital |
| Ostrov Svobody | - Lançado em: 17 de novembro 2017 - Gravadora: Luna Prod. - Distribuição: a distribuição digital                |

### EP
| Nome          | Detalhes |
| ------------- | --- |
| Grustny Danse | - Lançado em: 28 de outubro de 2016 - Gravadora: Kruzheva Music, Luna Prod. - Distribuição: a distribuição digital |

### Singles
| - 2015 — "Luna" - 2015 — "Osen" - 2015 — "Alica" - 2015 — "Liutiki" - 2015 — "Maltchik, ty sneg" - 2016 — "Butylotchka" - 2016 — "Grustny Danse" | - 2016 — "Za Krai" - 2017 — "Puli" - 2017 — "Ogoniok" - 2017 — "Drug" - 2017 — "Free Love" - 2018 — "Potselui" - 2018 — "Jukebox" |

#### Como artista convidado
- 2016 — "Wake" (Shumno)
- 2017 — "Over the Edge" (Shumno)
- 2017 — "Mama govorila" (AINA)

## Vídeos
| Ano  | Clipe               | O diretor              | Álbum            |
| ---- | ------------------- | ---------------------- | ---------------- |
| 2015 | "Luna"              | Luna Prod.             | "Mag-ni-ty"      |
| 2015 | "Osen"              | Krystyna Bardash       | "Mag-ni-ty"      |
| 2015 | "Alisa"             | Luna Prod.             | "Mag-ni-ty"      |
| 2015 | "Liutiki"           | Luna Prod.             | "Mag-ni-ty"      |
| 2016 | "Maltchik, ty sneg" | Luna Prod.             | "Mag-ni-ty"      |
| 2016 | "Rasstoiania"       | Luna Prod.             | "Mag-ni-ty"      |
| 2016 | "On s toboiu ne"    | VIVICOXY               | "Mag-ni-ty"      |
| 2016 | "Garrafinha"        | Yuri Bardash           | "Mag-ni-ty"      |
| 2016 | "Grustny Danse"     | Luna Prod.             | "Grustny Danse"  |
| 2016 | "Noj"               | Valdis Belykh          | "Grustny Danse"  |
| 2017 | "Puli"              | Alina Gontar           | "Ostrov Svobody" |
| 2017 | "Ogoniok"           | Luna Prod.             | "Ostrov Svobody" |
| 2017 | "Drug"              | Olga Babic             | "Ostrov Svobody" |
| 2017 | "Free Love"         | Vlad Фишез, Olga Babic | "Ostrov Svobody" |
| 2018 | "Potselui"          | Alina Гонтар           | "Ostrov Svobody" |
| 2018 | "Jukebox"           | Alina Гонтар           | "Ostrov Svobody" |